# Hemingbrough
Hemingbrough – wieś w Anglii, w hrabstwie North Yorkshire, w dystrykcie (unitary authority) North Yorkshire. Leży 23 km na południe od miasta York i 258 km na północ od Londynu. W 2001 miejscowość liczyła 3571 mieszkańców.